# Longchang
Longchang (en chino simplificado, 隆昌市; pinyin, Lóngchāng shì) es un municipio  bajo la administración directa de la ciudad-prefectura de Neijiang. Se ubica en la provincia de Sichuan, centro-sur de la República Popular China. Su área es de 792 km² y su población total para 2010 fue más de 600 mil habitantes.

## Administración
El municipio de Longchang se divide en 13 pueblos que se administran 2 subdistritos, 9 poblados y 2 villa.